# Gullöra
Gullöra (Flavoscypha cantharella) är en svampart som först beskrevs av Elias Fries, och fick sitt nu gällande namn av Harmaja 1974. Flavoscypha cantharella ingår i släktet Flavoscypha och familjen Pyronemataceae.   Inga underarter finns listade i Catalogue of Life.
I den svenska databasen Dyntaxa används istället namnet Otidea concinna för samma taxon.  Arten är reproducerande i Sverige.